# 한국기독교100주년기념외국인학교
한국기독교100주년기념외국인학교(韓國基督敎100周年紀念外國人學校, Centennial Christian School)은 서울특별시 용산구 용산동2가에 있는 외국인학교이다. 유치원, 초등학교, 중학교, 고등학교 과정이 편성되었다.

## 연혁
- 1988년 : 개교
- 2016년 : 폐교

## 논란
한국기독교100주년기념외국인학교는 편법적으로 입학 기준에 부적합한 무자격 학생을 선발하고, 관할 교육청의 인가 없이 학교 운영권을 무단으로 양도하여 논란이 되었다. 이에 서울특별시교육청은 시정명령을 이행할 때까지 신입생 모집을 중단하였다. 하지만 편법적으로 미인가 대안학교 형식으로 계속해서 운영하였고, 최종적으로 2016년에 폐쇄 명령을 내렸다.